# Хорольський Антон Петрович
Анто́н Петро́вич Хоро́льський (14 травня 1974 — 25 серпня 2014) — рядовий батальйону патрульної служби міліції особливого призначення «Дніпро-1», учасник російсько-української війни.

## Життєпис
Народився 1974 року в місті Дніпропетровськ. Створив родину; виховували дитину.
У часі війни полишив родину та роботу і записався добровольцем. Міліціонер, батальйон патрульної служби міліції особливого призначення «Дніпро-1».
Загинув 26 серпня 2014 року під час артилерійського обстрілу, вчиненого російськими бойовиками, контрольного спостережного пункту, який розташовувався в середній школі № 14 міста Іловайськ (Донецька область). Разом з Антоном загинули Василь Савченко, Максим Прокуратов та Максим Жеков. 31 серпня 2014 р., від поранень, яких зазнав під час цього обстрілу, помер Андрій Савчук.
Вдома лишилися мама, дружина та син 2007 р. н.
Похований 29 серпня 2014-го в Дніпропетровську, Лівобережне кладовище.

## Нагороди та вшанування
- 14 листопада 2014 року за особисту мужність і героїзм, виявлені у захисті державного суверенітету та територіальної цілісності України, вірність військовій присязі під час російсько-української війни, відзначений — нагороджений орденом «За мужність» III ступеня (посмертно).
- Його портрет розміщений на меморіалі «Стіна пам'яті полеглих за Україну» у Києві: секція 3, ряд 3, місце 17
- Вшановується 26 серпня на щоденному ранковому церемоніалі вшанування українських захисників, які загинули цього дня у різні роки внаслідок російської збройної агресії[2]
- Іловайський Хрест (посмертно)
- про нього оповідається в документальному фільмі «Іловайськ. Лицарі неба».[3]